# Olmos de Peñafiel
Olmos de Peñafiel es un municipio de España, en la provincia de Valladolid, comunidad autónoma de Castilla y León. Tiene una superficie de 16,07 km² con una población de 42 habitantes y una densidad de 4,73 hab/km². Pertenece a la comarca de Campo de Peñafiel.

## Historia
En este lugar de Olmos de Peñafiel fueron detenidos El Empecinado y sus sesenta hombres el 22 de noviembre de 1823 por el Batallón de Voluntarios realistas de Roa, mandados por el comandante Miguel Abad que en Nava de Roa los entregó al alcalde de Roa, Gregorio González Arranz.

## Geografía humana

### Demografía
Cuenta con una población de 38 habitantes (INE 2024).
| Gráfica de evolución demográfica de Olmos de Peñafiel entre 1842 y 2021                                               |
| |
| Población de derecho según los censos de población del INE. Población de hecho según los censos de población del INE. |

| 90                         | 87 | 85 | 80 | 64 | 42 |
| (Fuente: [cita requerida]) |    |    |    |    |    |

## Patrimonio
- Iglesia de Santa Engracia